# Joselu
José Luis Sanmartín Mato ou apenas Joselu (Estugarda, 27 de março de 1990), é um futebolista espanhol nascido na Alemanha que atua como centroavante. Atualmente joga no Al-Gharafa e na Seleção Espanhola.
Ele foi campeão da Liga dos Campeões da UEFA de 2023–24, marcando dois gols na semifinais contra o Bayern de Munique

## Início
Joselu nasceu em Estugarda, na Alemanha, e frequentou a escola no país durante quatro anos, quando sua família retornou à Espanha.

## Carreira

### Celta
No início da temporada 2009–10 Joselu foi comprado pelo Real Madrid, sendo imediatamente emprestado a seu ex-time, Celta de Vigo, para a temporada.

### Real Madrid
Joselu foi o artilheiro do Real Madrid Castilla na temporada 2010–11, ao lado de Álvaro Morata mas a equipe não conseguiu subir de divisão nos playoffs. Em 21 de maio de 2011 ele fez a sua estreia na La Liga substituindo Karim Benzema contra o UD Almería, ele marcou quase imediatamente após um passe de Cristiano Ronaldo, deixando o placar em 8-1 para os anfitriões.
Em 20 de dezembro de 2011, em sua segunda partida, Joselu substituiu Benzema aos 77 da partida em casa contra o SD Ponferradina pela Copa del Rey. Ele marcou o quarto gol do Real Madrid, dois minutos depois, em uma eventual vitória por 5-1.
Em sua segunda temporada no Castilla, Joselu tornou-se um jogador essencial para o técnico Alberto Toril, e marcou 26 gols (19 na temporada regular e sete em playoffs) que fizeram dele o artilheiro da competição, promovendo seu time à Segunda Divisão depois de cinco anos, como campeões; Em seguida, ele atraiu a atenção de vários clubes europeus.

### Hoffenheim
Em 8 de agosto de 2012, Joselu assinou um contrato de quatro anos com oHoffenheim por um valor não revelado. Ele fez sua estréia na Bundesliga em 16 de setembro, jogando 30 minutos em uma perda por 3-5 fora de casa contra o Freiburg, e marcou seu primeiro gol pelo seu novo clube, dez dias depois, contribuindo para uma vitória por 3-0 no Stuttgart.

### Hannover 96
Em 9 de junho de 2014, depois de passar uma temporada emprestado ao Eintracht Frankfurt, marcando 12 gols todas as competições composta, Joselu se transferiu ao Hannover 96, em um contrato de quatro anos.

### Stoke City
Em junho de 2015, Joselu foi contratado pelo Stoke City, a negociação custou 8 milhões de euros aos cofres do clube inglês.

### Espanyol
Em 27 de junho de 2022, Joselu foi anunciado pelo Espanyol, assinando por três temporadas a custo zero.

### Retorno ao Real Madrid
No dia 19 de junho de 2023, o Real Madrid anunciou a contratação do atacante Joselu. Ele foi cedido pelo Espanyol por empréstimo de uma temporada, com opção de compra dos direitos econômicos ao final da temporada 2023/24.

### Al-Gharafa
No dia 28 de junho de 2024, o Al-Gharafa anunciou a contratação de Joselu. O atacante espanhol assinou um contrato por duas temporadas, renovável por mais uma. O clube do futebol do Catar fechou a transferência por 1,5 milhão de euros (R$ 8,9 milhões), mesmo preço da cláusula de compra a qual o time merengue exerceu no acordo de empréstimo com o Espanyol, já pensando em negociar o jogador sem lucro nem prejuízo.

## Títulos
Real Madrid Castilla
- Terceira Divisão Espanhola: 2011–12[13]

Real Madrid
- Supercopa da Espanha: 2023–24[14]
- La Liga: 2023–24
- Liga dos Campeões da UEFA: 2023–24

Seleção Espanhola
- Liga das Nações da UEFA: 2022–23[15][16]
- Eurocopa: 2024[17]